# 민스크-1 공항
민스크-1 공항(벨라루스어: Аэрапорт Мінск-1, 영어: Minsk-1 Airport)은 한 때 벨라루스 민스크에 존재했던 공항으로 1982년 민스크 국제공항 개항 이후 폐쇄됐다.

## 역사
1933년에 개항된 공항으로 1934년에 포리카르포후 Po-2를 이용한 항공편이 운항되고 있었다. 1936년에 모스크바까지 우편 및 여객편이 열리고 있다. 1982년에 민스크 국제공항이 개설될 때까지 민스크의 주요 공항이며 1970년대에 연간 100만명 이상의 이용자가 있었다.